# Народно-освободительная повстанческая армия (Болгария)
Народно-освободительная повстанческая армия (болг. Народоосвободителната въстаническа армия, НОВА) — крупнейшая организация Движения Сопротивления в Болгарии в период Второй мировой войны, существовавшая с марта 1943 по 9 сентября 1944 года.

## Предыстория
Партизанское движение в Болгарии появилось во второй половине 1941 года:
- 26 июня 1941 года в районе города Разлог был создан первый партизанский отряд, командиром которого стал Никола Парапунов[болг.] («Владо»), секретарь окружного комитета БРП в городе Горна-Джумая[1].
- в августе 1941 года в Риле был создан второй партизанский отряд, командиром которого стал Васил Демиревский[болг.][1];
- 2 сентября 1941 года в Родопах коммунисты города Батак сформировали третий партизанский отряд[болг.], командиром которого стал Георгий Чолаков[болг.][1];
- 15 октября 1941 года в районе села Чехларе Пловдивской околии был создан четвёртый отряд, командиром которого стал Сребрё Морозов[1].

В дальнейшем, количество партизанских отрядов увеличивалось. В мае 1942 года в предгорье Мурдаш начал действовать партизанский отряд «Чавдар»; в Пловдивской, Казанлыкской и Карловской околиях был сформирован партизанский отряд «Христо Ботев»; Кричимская нелегальная группа и Батакская рота (чета) создали партизанский отряд «Антон Иванов».
Руководство партизанским движением осуществляло Политбюро Болгарской рабочей партии, а именно — созданная в июле 1941 года Центральная военная комиссия во главе с Христо Михайловым. Летом 1941 года начали свою работу военные комиссии при всех подпольных окружных комитетах партии.
В ноябре 1941 года Центральную военную комиссию возглавил полковник Цвятко Радойнов.
Правительственная контрразведка раскрыла часть членов Центральной комиссии, и в ходе процесса над ЦК БРП несколько человек были приговорены к смертной казни. В дальнейшем, управление партизанским движением принял на себя Эмил Марков.

## Создание армии
Победа советских войск под Сталинградом вызвала воодушевление и энтузиазм у руководителей и участников партизанского движения.
В марте 1943 года было принято решение о создании на основе партизанских отрядов Народно-освободительной повстанческой армии.
В апреле 1943 года Центральная военная комиссия была реорганизована в Главный штаб Народно-освободительной повстанческой армии, а территория Болгарии была разделена на 12 партизанских (повстанческих) оперативных зон (болг. въстаническа оперативна зона, сокращённо ВОЗ). В состав руководства каждой оперативной зоны входили командир, его заместитель, начальник штаба и политический комиссар.
Летом 1944 года в состав Народно-освободительной повстанческой армии входили 9 партизанских бригад, 35 батальонов и отрядов, 2 четы и несколько небольших боевых групп.

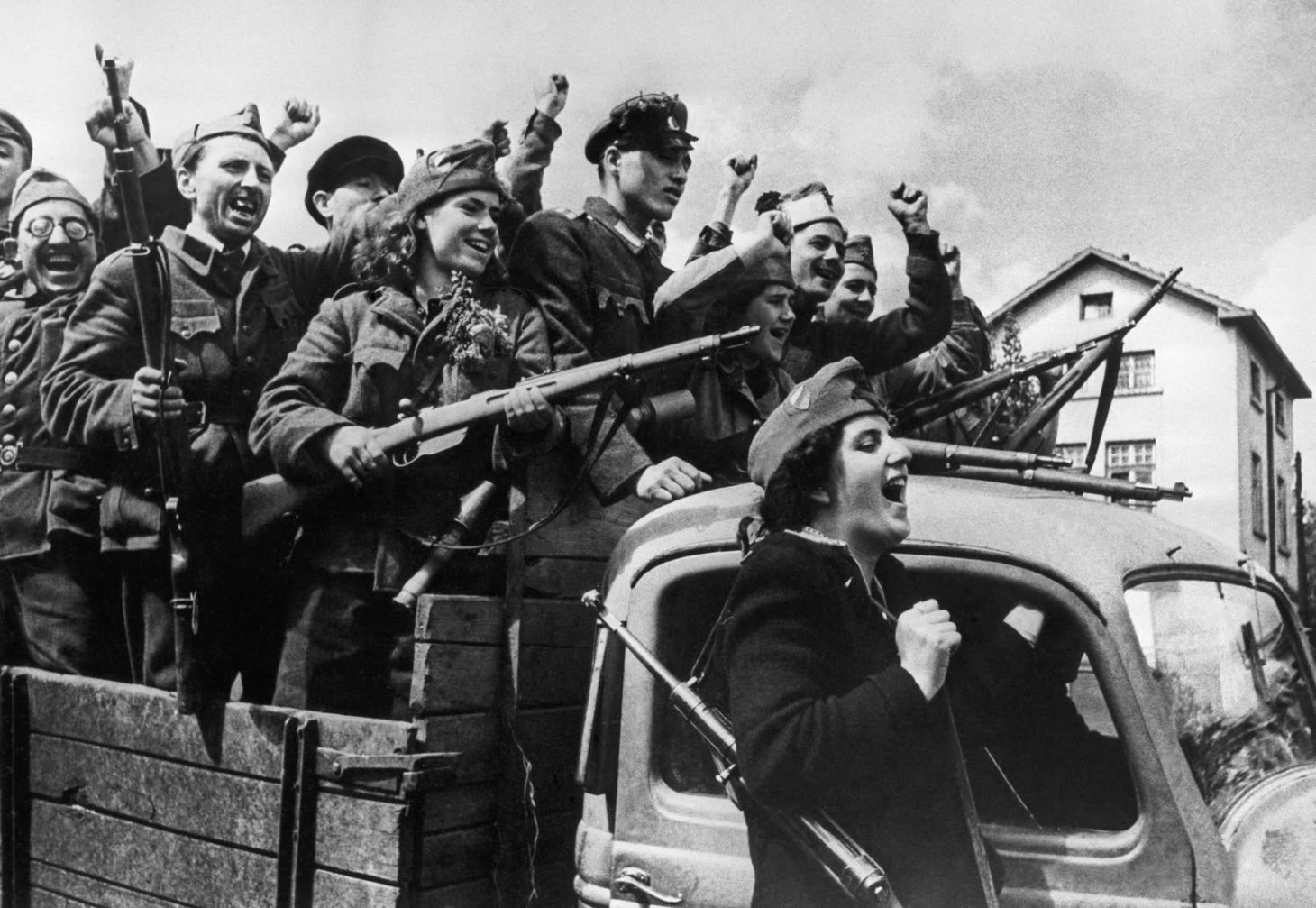
Болгарские партизаны, фотография Евгения Халдея, 9 сентября 1944 года

По состоянию на начало сентября 1944 года в состав Народно-освободительной повстанческой армии входили 1 партизанская дивизия, 9 партизанских бригад и 37 партизанских отрядов и боевых групп.
Численность партизанских сил составляла до 9900 человек во времена расцвета движения. По другим данным, численность НПОА доходила до 30 000 человек.

## Главный штаб
Изначально состав Главного штаба был следующим:
- Христо Михайлов, командир (погиб 8 февраля 1944);
- Эмил Марков[болг.], политический комиссар (казнён 12 июля 1943, место занял Добри Терпешев[болг.]);
- Антон Югов, Петар Вранчев[болг.], Лев Главинчев[болг.], Тодор Тошев[болг.] — другие участники.

С февраля 1944 состав Главного штаба был следующим:
- Добри Терпешев[болг.], командир;
- Антон Югов, Петар Вранчев[болг.], Тодор Тошев[болг.], Боян Болгаранов[болг.], Владо Тричков, Петар Илиев[болг.], Благой Иванов[болг.]
- члены — Владо Тричков, Петар Илиев[болг.], Благой Иванов[болг.] (июль).

## Оперативные зоны и их командиры
- 1-я Софийская[6]: Лев Главинчев[болг.], Владо Тричков, Славчо Трынский
- 2-я Пловдивская[7]: Георгий Жечев[болг.], Иван Радев[болг.], Боян Болгаранов[болг.]
- 3-я Пазарджикская[8]: Методий Шаторов
- 4-я Горно-Джумайская[9]: Никола Парапунов[болг.], Крум Радонов[болг.]
- 5-я Старозагорская[8]: Стою Неделчев-Чочоолу
- 6-я Ямболская[10]: Димитр Димов[болг.]
- 7-я Хасковская[8]: Иван Араклиев[болг.]
- 8-я Горно-Оряховская[11]: Борис Копчев
- 9-я Шуменская[9]: Груди Атанасов
- 10-я Варненская[11]: Ламбо Теолов[болг.]
- 11-я Плевенская[10]: Пело Пеловский[болг.], Борис Попов[болг.]
- 12-я Врацкая[8]: Дико Диков[12]
- 13-я Русенская: Никола Попов[болг.][13]

## Действия
Против НОПА борьбу вела сначала полиция летом 1943 года, зимой 1943—1944 годов в бой подключилась армия, весной за дело снова взялась полиция при поддержке жандармерии, а летом в бой снова вступила армия. Партизанские войска, однако, несмотря на то, что уступали по численности проправительственным силам, пользовались поддержкой народа и умело вели партизанскую войну на большой территории: они захватывали небольшие сёла, организовывали диверсии на заводах и устраняли местных руководителей прогерманской власти. На западе страны помощь болгарам оказывала Народно-освободительная армия Югославии, а на юге помогала Народно-освободительная армия Греции. Также определённую помощь предоставляли британские военные миссии в Болгарии.
Зимой 1943—1944 годов правительство мобилизовало до 100 тысяч солдат и полицейских, желая численным превосходством задавить партизанское движение, однако успехи правительственных войск были лишь локальными. Весной 1944 года численность НОВА выросла ещё больше. В августе 1944 года Народно-освободительная повстанческая армия в ожидании прихода Красной Армии начала готовиться к атаке на Софию.
В целом, к 9 сентября 1944 года на вооружении НОПА имелось 9 миномётов, 440 пулемётов, 850 автоматов, 7660 винтовок и 3180 пистолетов и револьверов.
8—9 сентября коммунисты и их сторонники совершили государственный переворот.
Власть перешла в руки Отечественного фронта во главе с Кимоном Георгиевым, лидеры НОПА заняли места в новообразованном правительстве.
10 сентября 1944 года правительство Отечественного фронта объявило о расформировании полиции, жандармерии, роспуске фашистских организаций и создании народной милиции.
Также, было объявлено о создании Болгарской народной армии, в состав которой вошли бойцы партизанских отрядов НОПА и боевых групп БКП, активисты движения Сопротивления и 40 тыс. добровольцев.
22 сентября 1944 года командиры отрядов НОПА получили статус командиров-помощников Болгарской народной армии.